# Odesa
Odesa sau Odessa (în ucraineană Одеса, transliterat: Odesa, în rusă Одесса, transliterat: Odessa, în greacă Οδησσός, transliterat: Odissós, în turcă Hacıbey) este un important oraș și port ucrainean situat în nord-vestul Mării Negre, este, totodată reședință a regiunii omonime. Populația orașului număra 1.010.500 de locuitori la 1 august 2015.
Este, de asemenea, o importantă stațiune turistică.

## Istorie
În antichitate, o colonie grecească, Νικόνιων - Nikonion, se ridica în împrejurimile orașului actual. Aceasta dispare în secolul IV e.n., odată cu năvălirile gotice și hunice. În perioada evului mediu timpuriu prin teritoriul actual al regiunii Odesa au trecut mai multe popoare migratoare: bulgari, maghiari, pecenegi, cumani, tătari și altele. În evul mediu se întemeiază satul Moldoveanca, alcătuit din moldoveni, care devine ulterior un cartier al Odesei. În perioada otomană se ridica în zonă cetatea Hacıbey, ca parte a regiunii Edisan. În timpul războiului ruso-turc din 1787–1792, la 25 septembrie 1789, un detașament de forțe rusești de sub comanda lui Ivan Gudovici a cucerit cetățile Hacıbey și Ieni Dunia, care în 1792 sunt cedate Imperiului Rus. Orașul actual își începe atunci existența, primind denumirea greacă Οδησσός, transliterată Odessos, care în Antichitate era numele actualului oraș Varna din Bulgaria, și care se referă la Odiseu, fiind feminizat la cerința țarinei Ecaterina a II-a. Deoarece o parte a trupelor a fost sub comanda unui spaniol aflat în serviciul imperiului rus, generalul maior José de Ribas, după care s-a dat numele străzii principale din Odesa de astăzi, Deribasivska (Deribasovskaia în rusă). 

### Perioada țaristă
Rusia a anexat zona ca urmare a Tratatului de la Iași din 1792, ea devenind o parte din așa-numita "Novorusia" (Noua Rusie).
Orașul a fost proiectat de inginerul F. Devollan la sfârșitul secolului al XVIII-lea. Orașul a fost colonizat cu diferite etnii: ruși, ruteni, bulgari, evrei, germani, armeni, greci pontici, precum și români moldoveni în zona denumită "Moldoveanca", atunci în afara limitelor oficiale ale orașului.
Noul oraș s-a dezvoltat rapid datorată activității ducelui de Richelieu, un francez în slujba Imperiului Rus, guvernator al orașului între 1803 și 1814. Acesta, care fugise de Revoluția Franceză, fusese ofițer în armata Ecaterinei a II-a împotriva turcilor și a fost însărcinat cu proiectarea orașului și facilităților sale de organizare și de infrastructură. El este considerat unul dintre părinții fondatori ai Odesei, împreună cu un alt francez, contele Alexandre-Louis Andrault de Langeron, care i-a succedat în funcție. Richelieu este comemorat cu o statuie de bronz din 1828, un proiect realizat de Ivan Martos.
Între 1819–1859 Odesa a fost un port liber (port franc) și ca oraș era pe locul patru în Imperiul Rus după Moscova, Sankt Petersburg și Varșovia.  A devenit vatra unei populații extrem de diversă de negustori: albanezi, armeni, bulgari, francezi, germani, greci, italieni, evrei, polonezi, ruși, ucraineni și multe alte naționalități. Numeroasele minorități etnice au dat nume la multe străzi, ca, de exemplu: Franțuzskaia (franceză), Italianskaia (italiană), Grețiaskaia (grecească), Evreiskaia (evreiască), Arnautskaia (albaneză). Caracterul său cosmopolit a fost sursa de inspirație pentru marele poet rus Aleksandr Pușkin, care a trăit, în exil, la Odesa între 1823-1824. În scrisorile sale, a scris că Odesa a fost un oraș unde aerul este plin de toată Europa, unde este vorbită franceza și unde există cărți europene și reviste de citit”. Dezvoltarea orașului a fost întreruptă de războiul Crimeei, între 1853–1856, în timpul căruia a fost bombardat de forțele navale britanice și franceze. În 1866 orașul a fost legat pe calea ferată cu Kiev și Harkov, precum și cu Basarabia, de unde importa grâne și merinde, iar mai departe cu Iași, din România.
În Odesa a trăit o mare și prosperă comunitate evreiască, ajunsă la apogeu în secolul al XIX-lea; astfel că, în 1897, populația evreiască a fost estimată la circa 37% din populație, dar, suscitând ostilitatea populației creștine, a suferit repetate pogromuri în anii: 1821, 1859, 1871, 1881 și 1905, în urma cărora  mulți evrei au părăsit orașul, în general spre Constantinopol, Palestina, Franța și Statele Unite.
Populația municipiului, conform recensământului țarist din 1897, era de 403.815 locuitori, având următoarea structură etnică:
| Grup etnic         | Populație | Procentaj |
| ------------------ | --------- | --------- |
| Ruși               | 198.233   | 49,1%     |
| Evrei              | 124.511   | 30,8%     |
| Ucraineni          | 37.925    | 9,4%      |
| Polonezi           | 17.395    | 4,3%      |
| Germani            | 10.248    | 2,5%      |
| Greci              | 5.086     | 1,2%      |
| –––––––––––––––    | ––––––––  | ––––––––  |
| Moldoveni [români] | 488       | 0,12%     |
| alții              | 9.929     | 2,58%     |

### Odesa interbelică
Locuitorii din Odesa au avut mult de suferit din cauza revoluției (1917–1922) care i-a dezbinat, rușii fiind împărțiți între „albi” (țariști) și „roșii” (comuniști), ucrainenii între „radiști" (naționaliști) și „mahnoviști” (anarhiști), evreii și celelalte minorități luând partea unora sau altora dintre participanți, la care trebuiesc asociate unitățile militare de ocupație germane (aprilie-noiembrie 1918) și anglo-franceze (1919-1922). La începutul anului 1918, orașul a fost capitala Republicii sovietice Odesa condusă de Vladimir Iudovski și de Nikolai Krîlenko care au împușcat cu mitraliere, o bună parte din burghezia și clasa medie a orașului, înclusiv familiile, măcelărind și pe toți foștii militari țariști, aceștia din urmă pe bordul navei de război „Almaz”, fie dezbrăcați și stropiți cu furtunul pe o temperatură de minus 20°C până la îngheț, fie arși de vii în cazanul navei. O altă parte din populație a fost victima anilor de foamete 1921-22 și 1931-33 fie, murind de inaniție fie, părăsind orașul cu speranța de a găsi de mâncare în altă parte.
La cucerirea orașului de câtre trupele române, în 1941, o parte din populația orașului, industria, infrastructura, precum și toate obiectele de valoare culturală fuseseră transportate în regiunile interioare ale URSS și, în retragerea lor, unitățile Armatei Roșii au afectat facilitățile portuare. De asemenea, ei au minat impozanta clădire a KGB-ului din centrul orașului unde, total iresponsabil, s-a stabilit comandamentul român. După ce comandamentul a sărit în aer, împreună cu ofițerii și militarii care îl populau, Ion Antonescu s-a grăbit să acuze populația evreiască, ordonănd asasinarea a zeci de mii de evrei - victimile au fost spânzurate de balcoane și felinarele străzilor principale, iar dintre cei râmași, unii au fost înghesuițti în magazii și sinagogi și arși de vii, iar alții,  deportați spre lagăre de exterminare.

### Odesa în Al Doilea Război Mondial
După ofensiva dezastruoasă pentru cucerirea orașului Odesa, Conducătorul României, Ion Antonescu, atribuie pierderile grele ale Armatei române, precum și atentatul din 22 octombrie 1941, evreilor și rromilor din oraș, ordonând guvernatorului Gheorghe Alexianu și generalilor Iosif Iacobici și Nicolae Macici să ia măsuri împotriva lor. În urma acestui ordin, în perioada octombrie 1941 – martie 1942, jandarmeria și armata română au masacrat la Odesa circa 25 000 de civili, dintre care 23.000 evrei, bărbați și femei, bătrâni și copii. Alți aproximativ 45.000 de evrei au fost trimiși de la Odesa în Lagărul de concentrare Bogdanovca, unde au fost uciși în decembrie 1941 și ianuarie 1942.
În bătălia din aprilie 1944, Odesa a suferit din nou numeroase victime și grave daune asediată și bombardată și, la 10 aprilie 1944, orașul a fost în cele din urmă recucerit de Armata Roșie. A fost unul din cele patru orașe sovietice care au primit titlul de „Oraș Erou” în 1945.

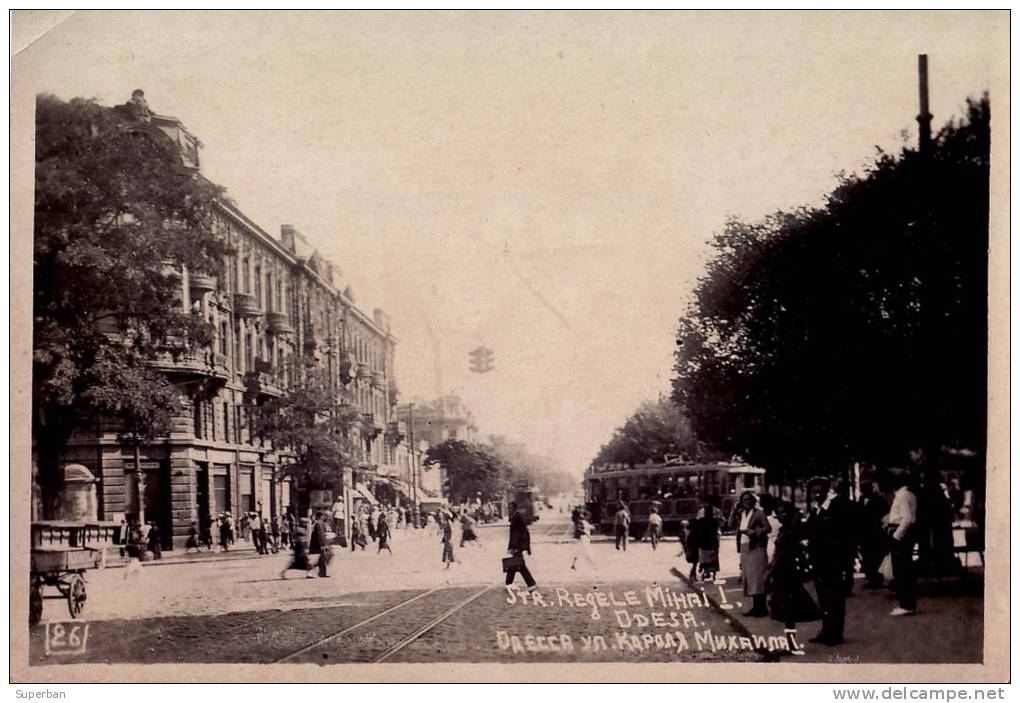
Strada Regele Mihai din Odesa, 1942.
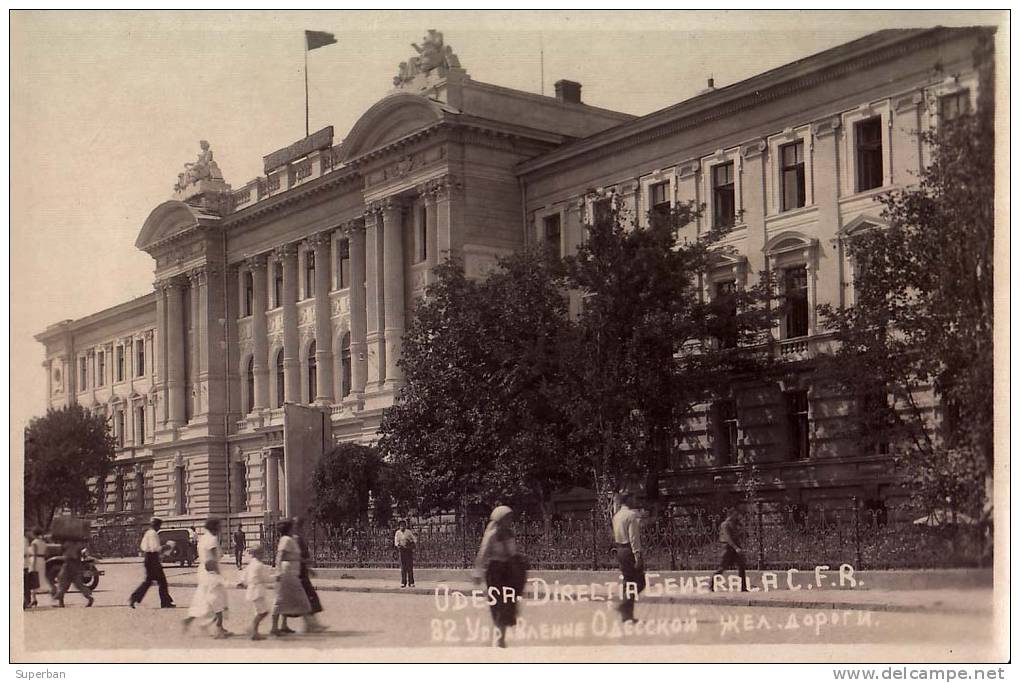
Direcția generală a CFR din oraș.
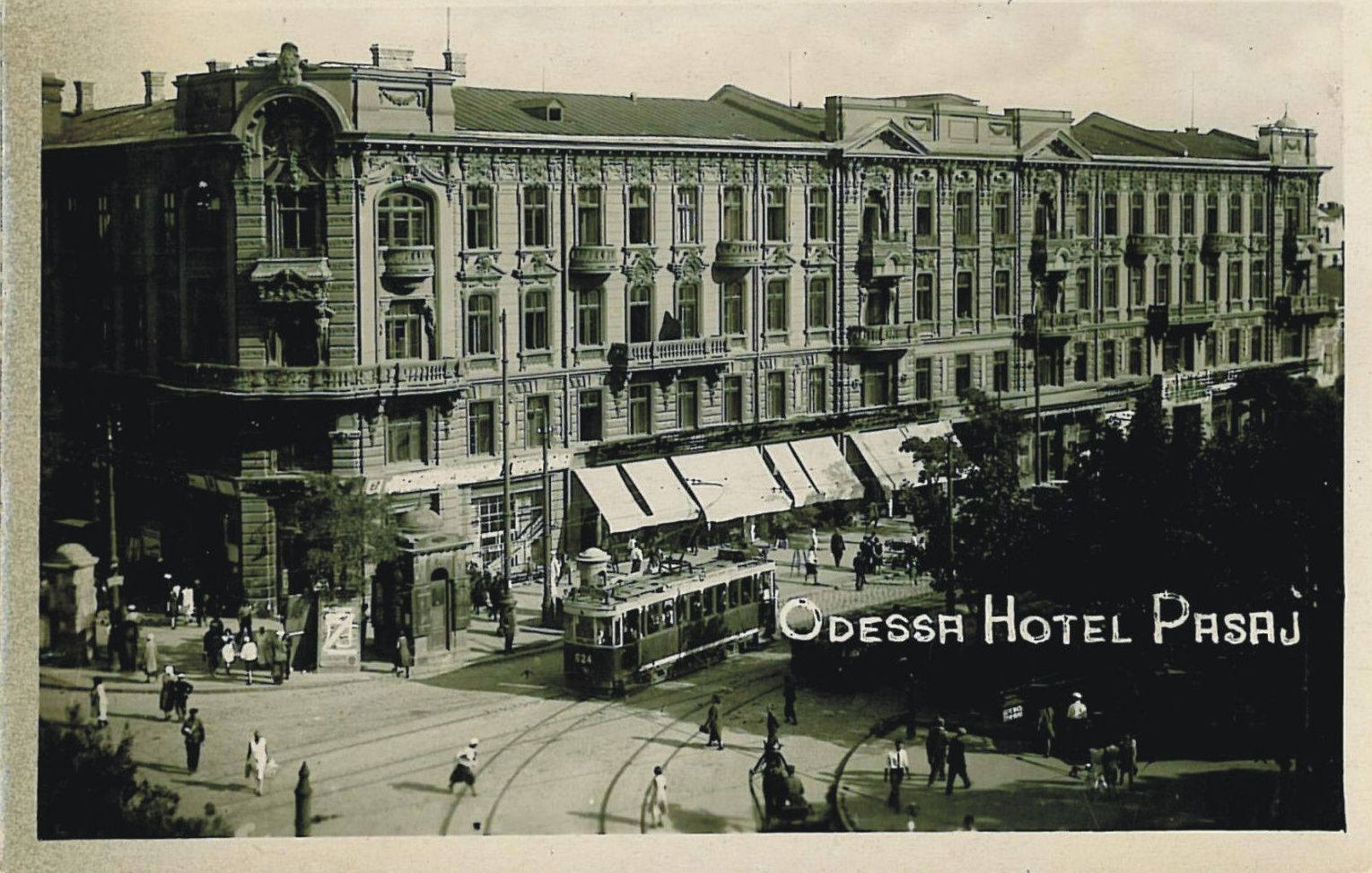
Hotelul Pasaj.
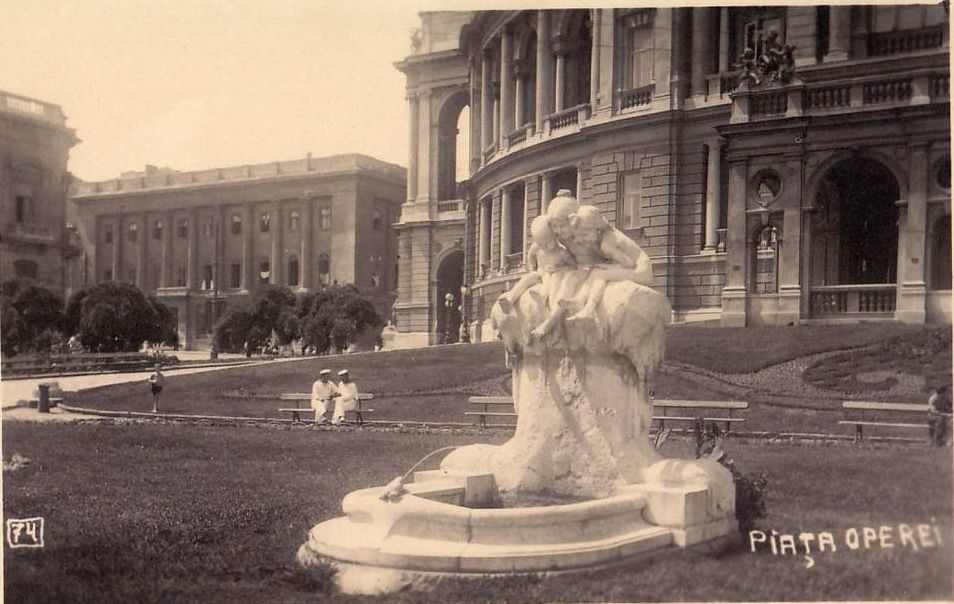
Piața Operei din oraș.
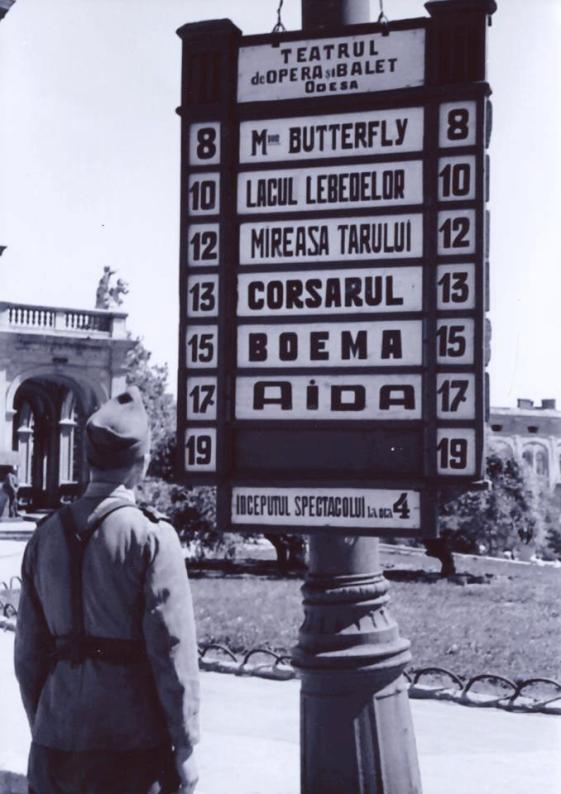
Reclamă la opera din Odesa în perioada românească
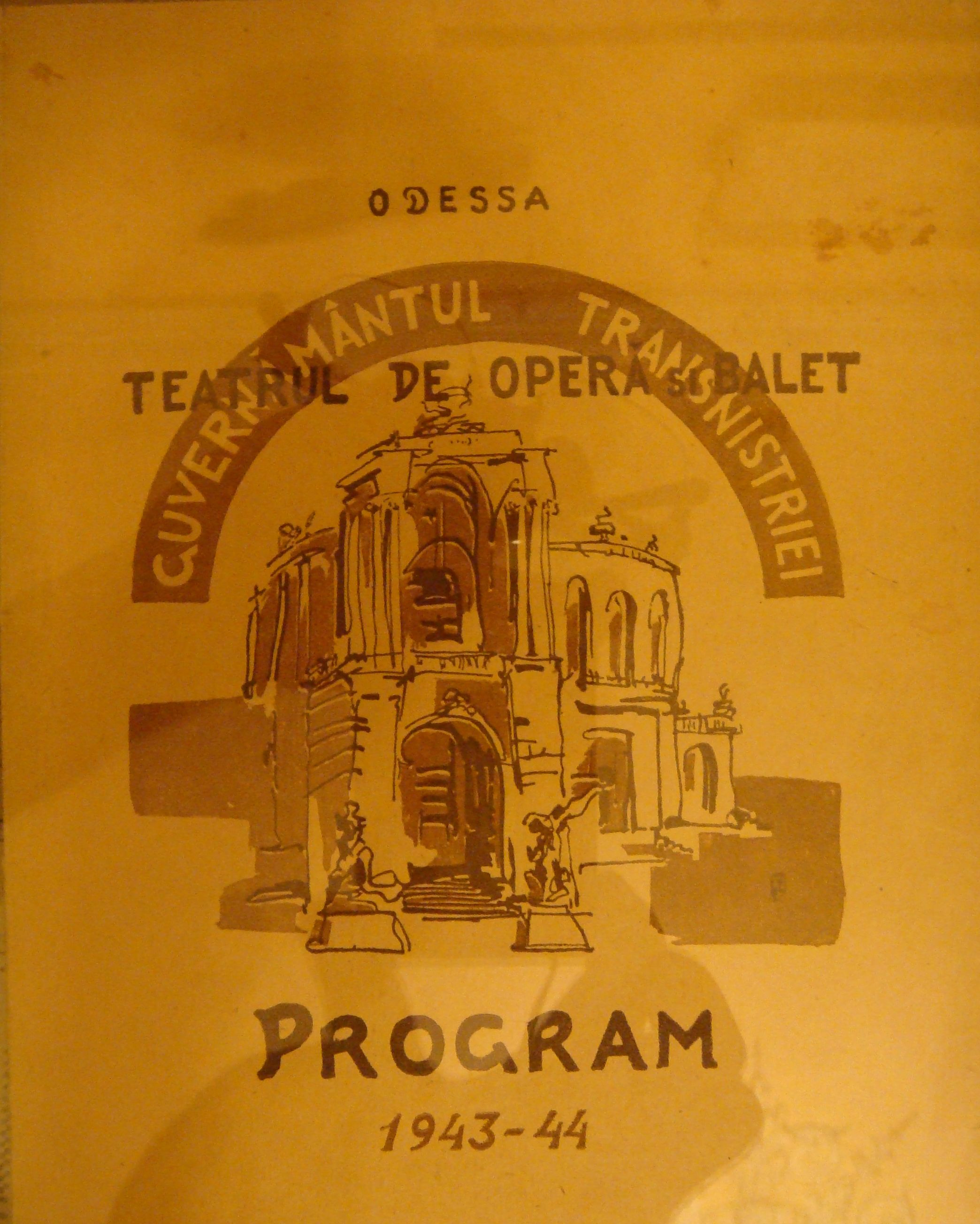
Prima pagină a programului Teatrului de Operă din Odesa din 1943-1944.
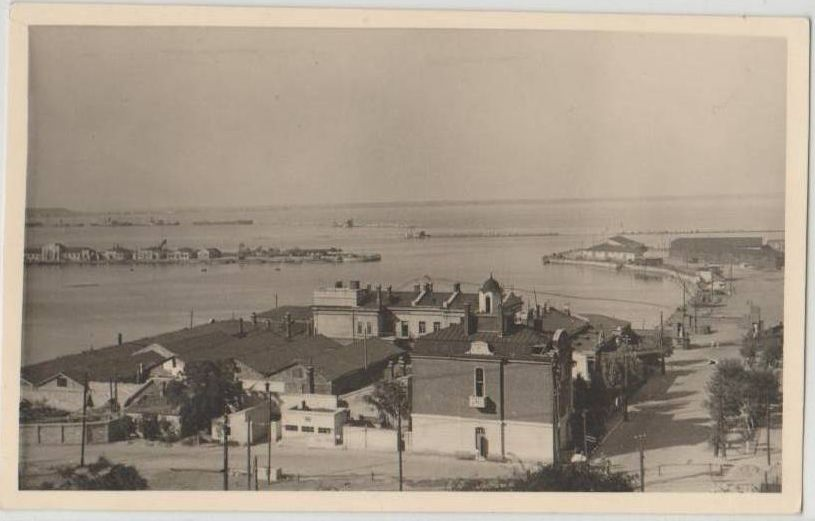
Vedere spre port.
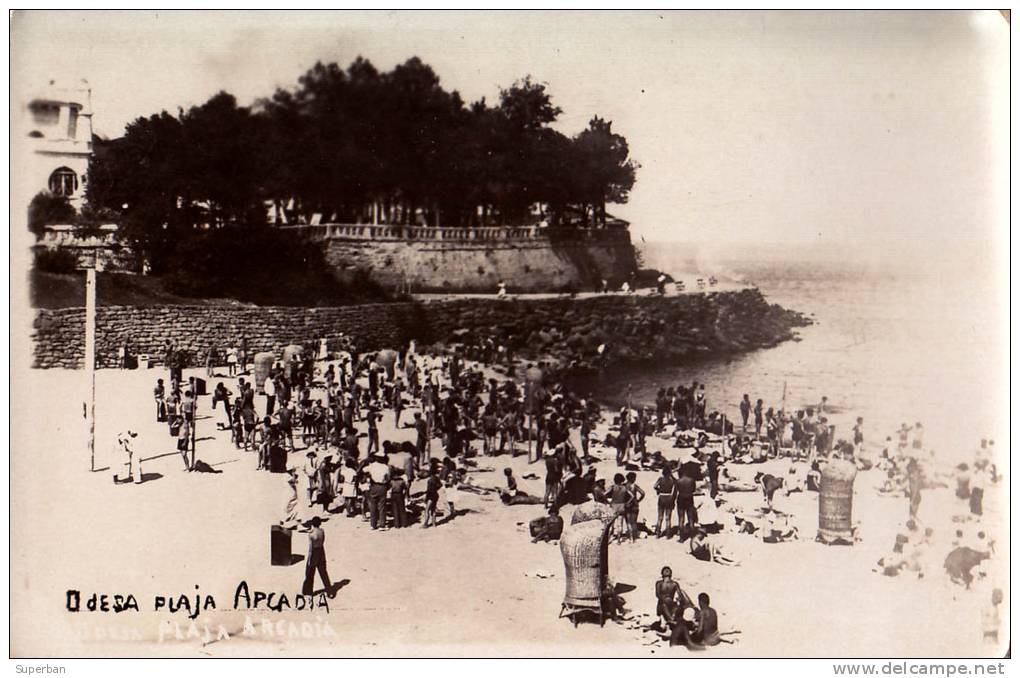
Plaja Arcadia.

### Odesa postbelică
După război, oficialitățile sovietice din Odesa au deportat și asasinat mulți minoritari etnici (germani, moldoveni, tătari ș.a.) sau religioși (lipoveni, pravoslavnici, iahoviți ș.a.).
În perioada 1960-1970, orașul a crescut foarte mult. Între anii 1970 și 1990, majoritatea evreilor din Odesa (care fugiseră în 1941 și se întorseseră după război) au emigrat în Israel, Statele Unite și în alte țări occidentale. Mulți au ajuns în zona Brighton Beach din cartierul Brooklyn, din orașul New York, supranumită „Little Odessa” (Mica Odesă). Au avut loc și migrații interne ale cetățenilor din clasele superioare din Moscova și Leningrad, Odesa oferindu-le oportunități mai mari pentru avansarea în carieră. Orașul a crescut rapid și prin popularea cu noi emigranți din zonele rurale din alte parți ale Ucrainei și salariați veniți din toată Uniunea Sovietică. În perioada comunistă a fost cel mai important port comercial din Uniunea Sovietică și bază navală sovietică. Orașul rămâne cosmopolit și prezintă până astăzi un amestec unic de cultură rusă, ucraineană, pontică și mediteraneană, într-un mediu predominant rusofon.

### După 1991
La 1 ianuarie 2000 debarcaderul pavilionului de carantină al portului comercial Odesa a fost declarat port liber și zonă economică liberă pentru o perioadă de 25 de ani.

### Invazia Rusiei în Ucraina (2022)
La 24 februarie 2022, Rusia a început o mare invazie a Ucrainei, ca urmare a crizei diplomatice de la acel moment. Cu toate că Odesa nu a fost atacată în mod direct, aceasta a fost martora mai multor bombardamente care au lovit inclusiv poziții civile.

## Demografie
Componența lingvistică a orașului Odesa
     Rusă (64,75%)
     Ucraineană (30,41%)
     Alte limbi (0,82%)
Conform recensământului ucrainean din 2001, majoritatea populației orașului Odesa era vorbitoare de rusă (64,75%), existând în minoritate și vorbitori de ucraineană (30,41%).
Componența etnică în 2001 fiind:
- ucrainieni: 622.900 (61,6%);
- ruși: 292.000 (29%);
- bulgari: 13.000 (1,3%);
- evrei: 12.400 (1,2%);
- moldoveni (români): 7.600 (0,7%)
- belaruși: 6.400 (0,6%)
- armeni: 4.400 (0,4%)
- polonezi: 2.100 (0,2%)

Datorită procesului de rusificare, o mare parte a populației folosește, uzual, limba rusă. Actualmente, acest proces este susținut printr-o puternică prezență a mass-mediei de limba rusă, o mare parte din programe și emisiuni nu numai că sunt în limba rusă, ci ele provin din Federația Rusă.

## Economie
Odesa este o destinație turistică renumită, cu multe stațiuni terapeutice în oraș, dar și în sudul orașului (Fântâna, Carolina).

## Transport
Orașul dispune de o rețea de transport public formată din tramvaie, troleibuze, autobuze, taxiuri. Aeroportul Internațional este deservit de companiile aeriene majore: Aerosvit, Austrian Airlines, Czech Airlines, El Al și Turkish Airlines. Acestea și alte companii aeriene oferă zboruri spre numeroase locuri din Europa și Asia. Trenurile de călători conectează Odesa cu: Varșovia, Praga, Bratislava, Viena, Berlin, Moscova, Sankt-Petersburg și majoritatea orașelor din Ucraina. Cursele de autobuze sunt disponibile de la Odesa către mai multe orașe din: Rusia (Moscova, Rostov-pe-Don, Krasnodar, Pyatigorsk), Germania (Berlin, Hamburg și München), Grecia (Săruna și Atena), Bulgaria (Varna și Sofia) și mai multe orașe din Ucraina și Europa.

## Orașe înfrățite
- Alexandria, Egipt (din 1968)
- Baltimore, Maryland, Statele Unite (din 1975)
- Calcuta, India (din 1986)
- Chișinău, Republica Moldova (din 1994)
- Constanța, România (din 1991)
- Erevan, Armenia (din 1995)
- Genova, Italia (din 1972)
- Haifa, Israel (din 1992)
- Istanbul, Turcia (din 1997)
- Liverpool, Anglia, Regatul Unit (din 1957)
- Łódź,  Polonia (din 1993)
- Marsilia, Franța (din 1973)
- Nicosia, Cipru (din 1996)
- Oulu, Finlanda (din 1957)
- Pireu, Grecia (din 1993)
- Regensburg, Germania (din 1990)
- Rostov-pe-Don, Rusia (din 1999)
- Split, Croația (din 1964)
- Szeged, Ungaria (din 1977)
- Qingdao, China (din 1993)
- Vancouver, Canada (din 1971)
- Varna, Bulgaria (din 1992)
- Yokohama, Japonia (din 1968)

## Galerie de imagini

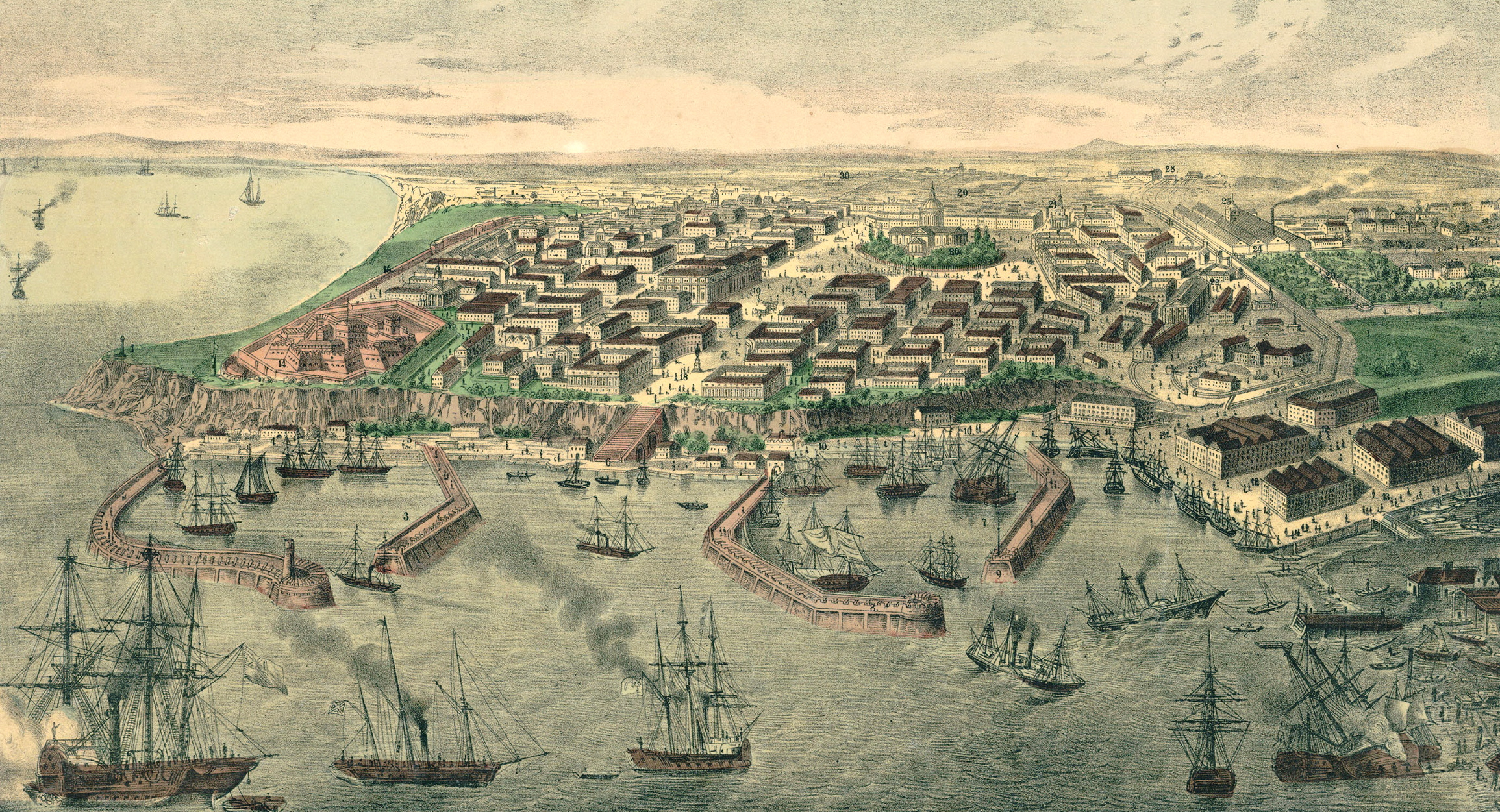
Odesa la 1850
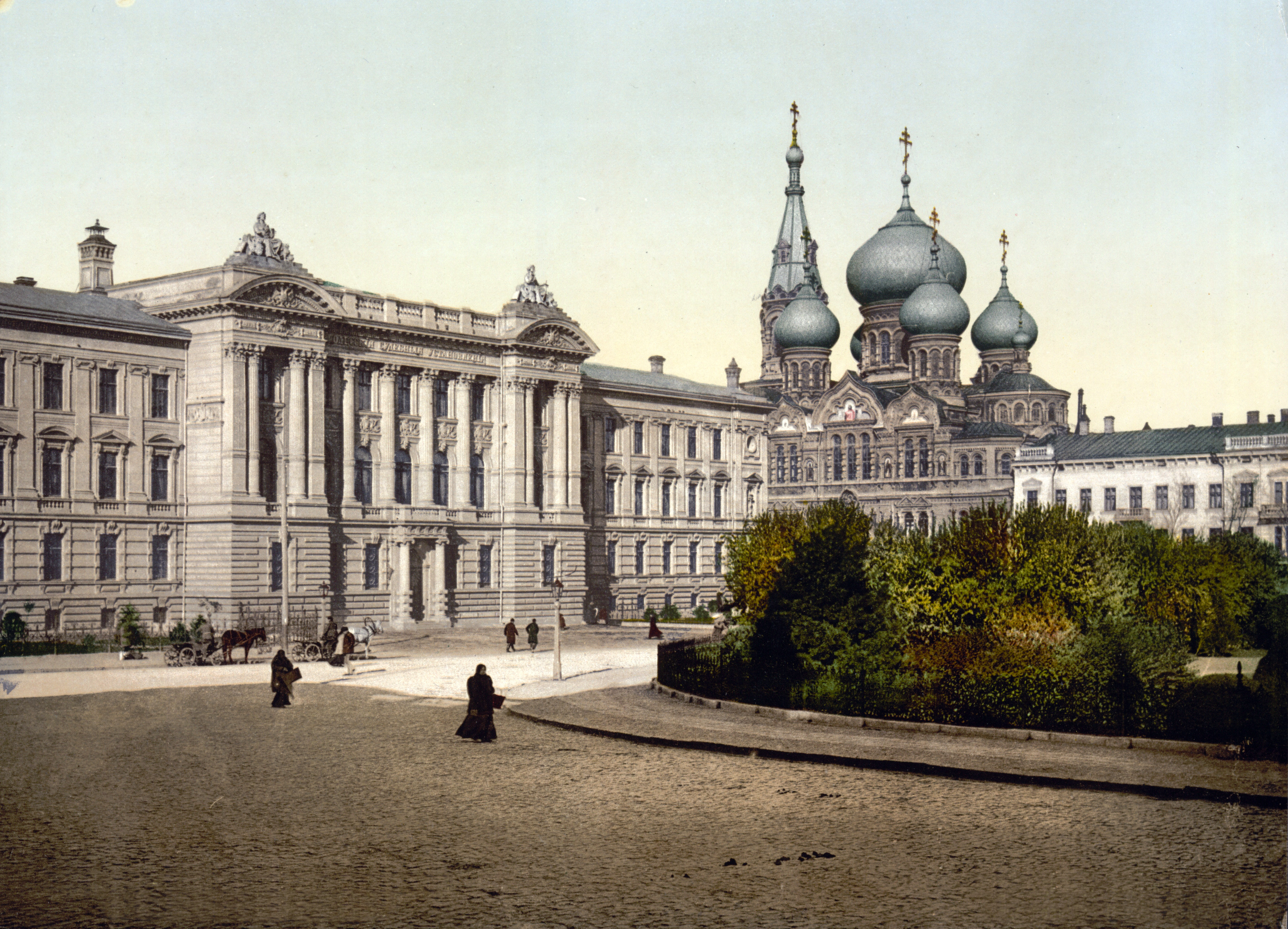
Centrul orașului pe la 1890
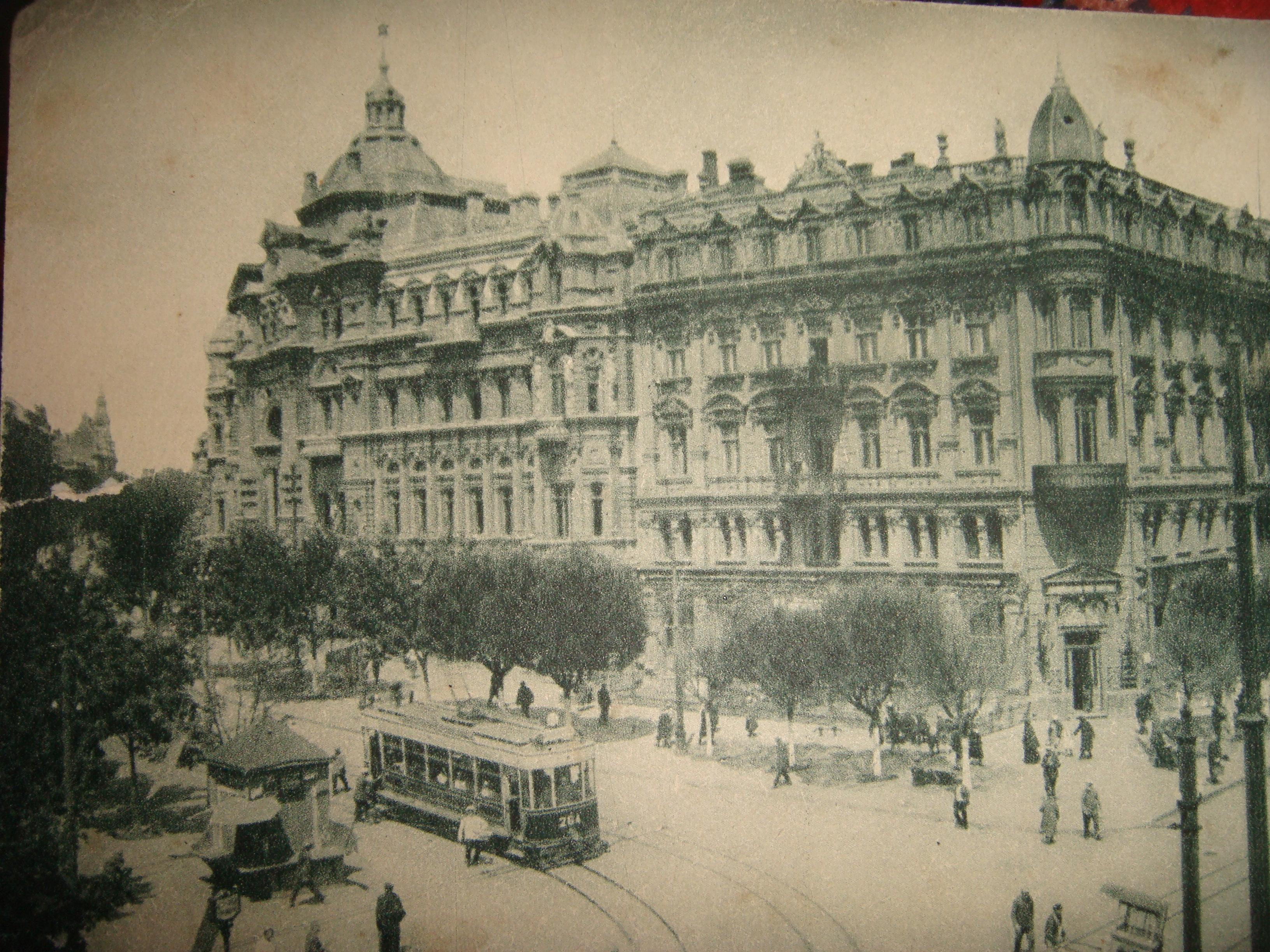
Orașul prin anii 1920
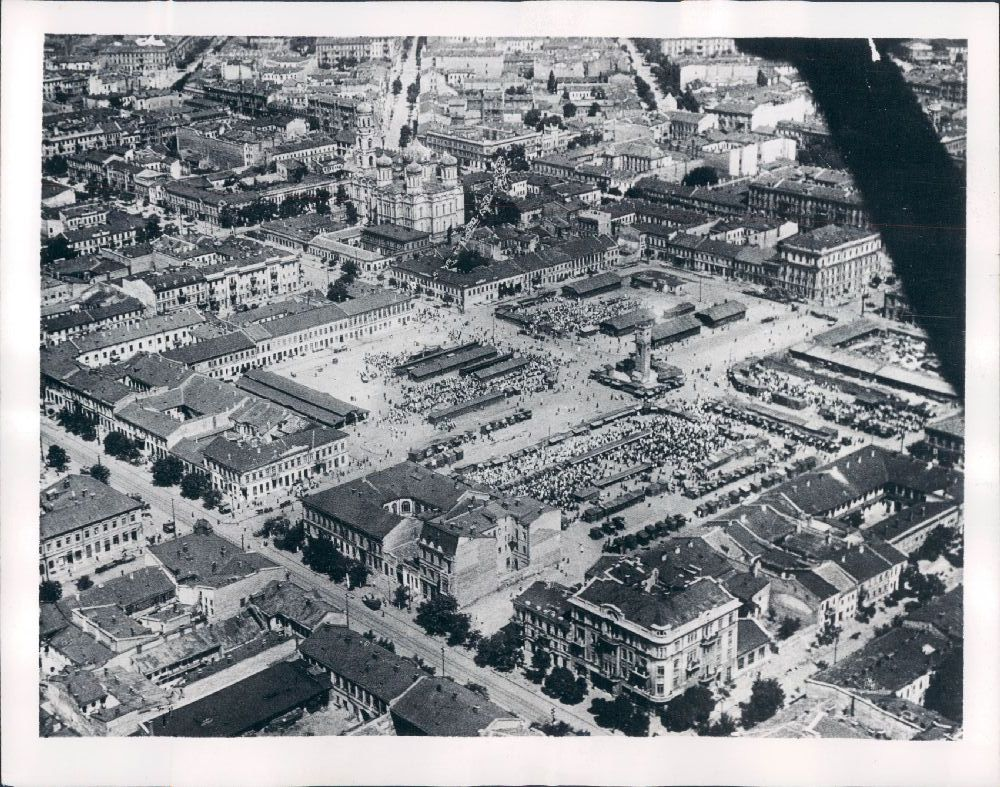
Vedere aeriană a centrului orașului, 1939
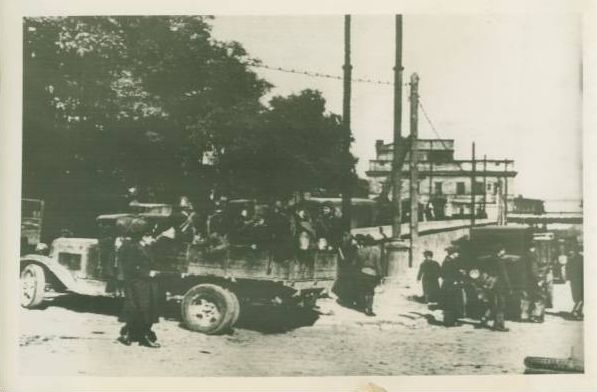
Trupele române în Odesa, 1942
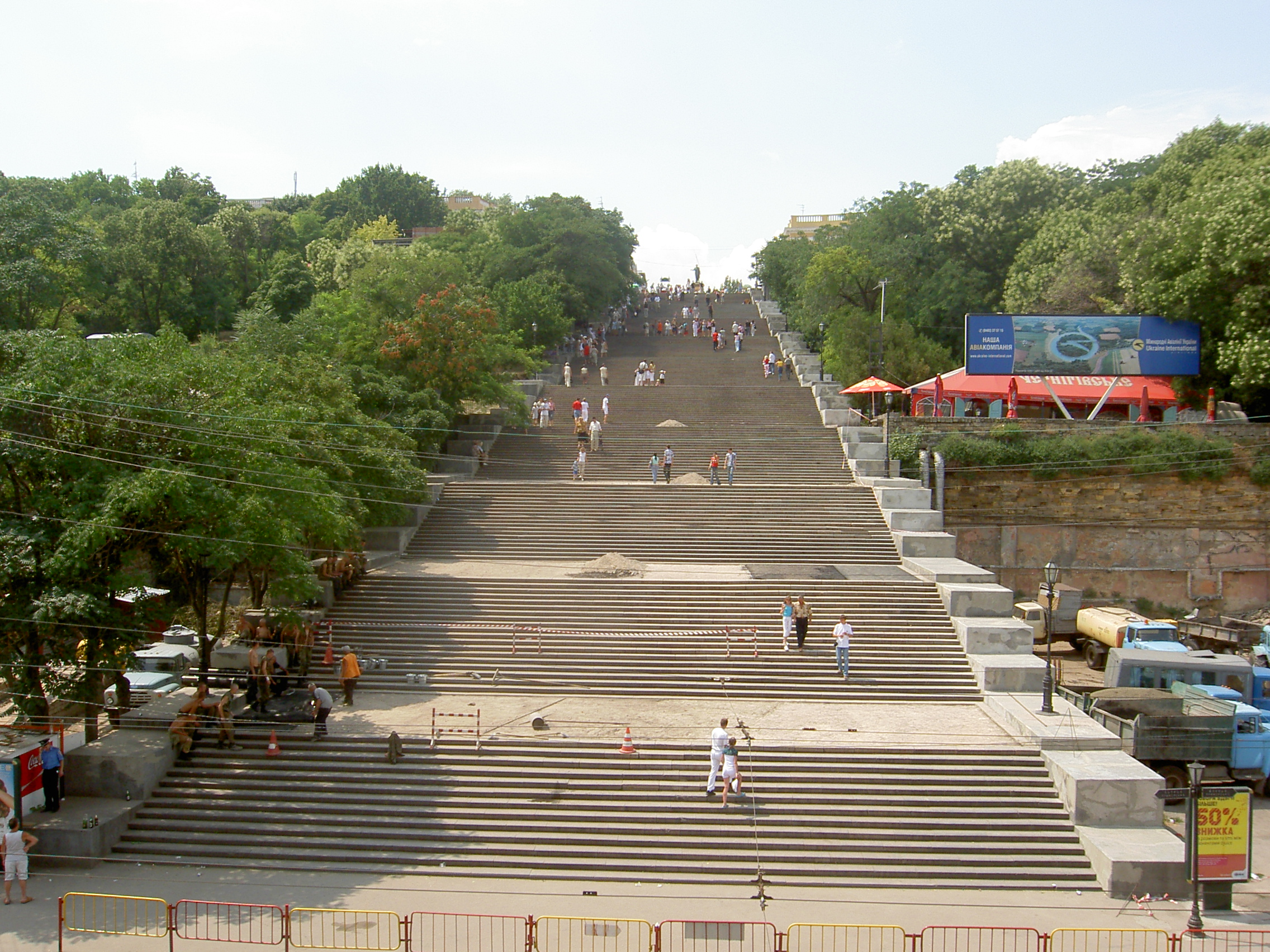
Scările Potiomkin
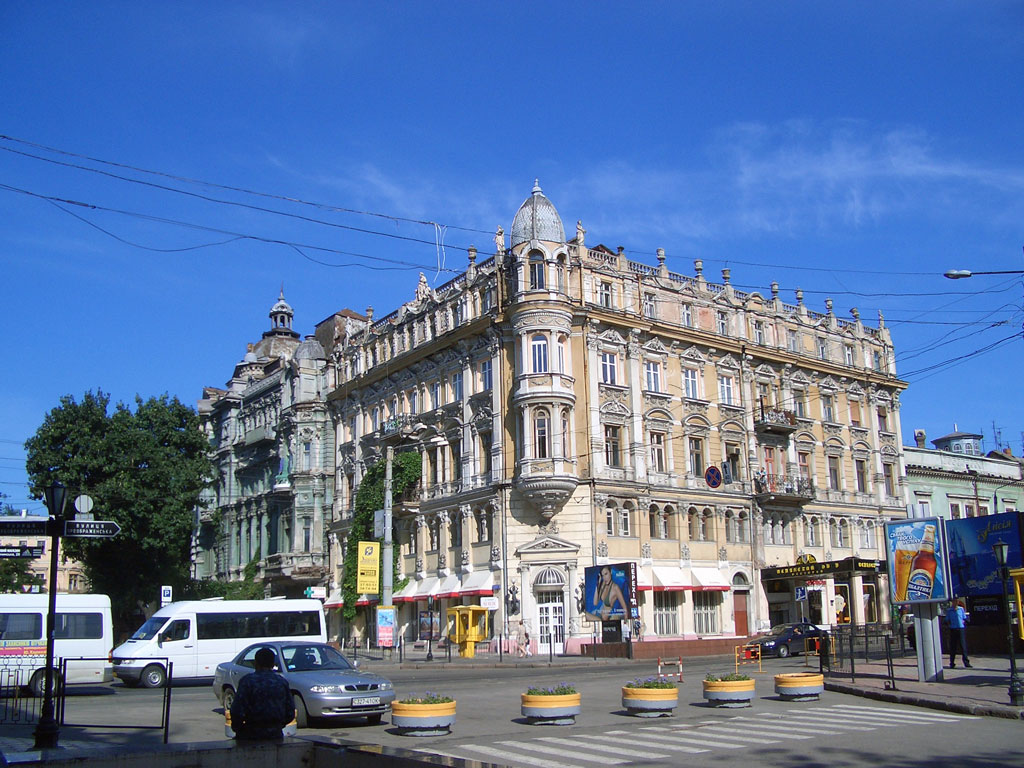
Casa "Liebmann"
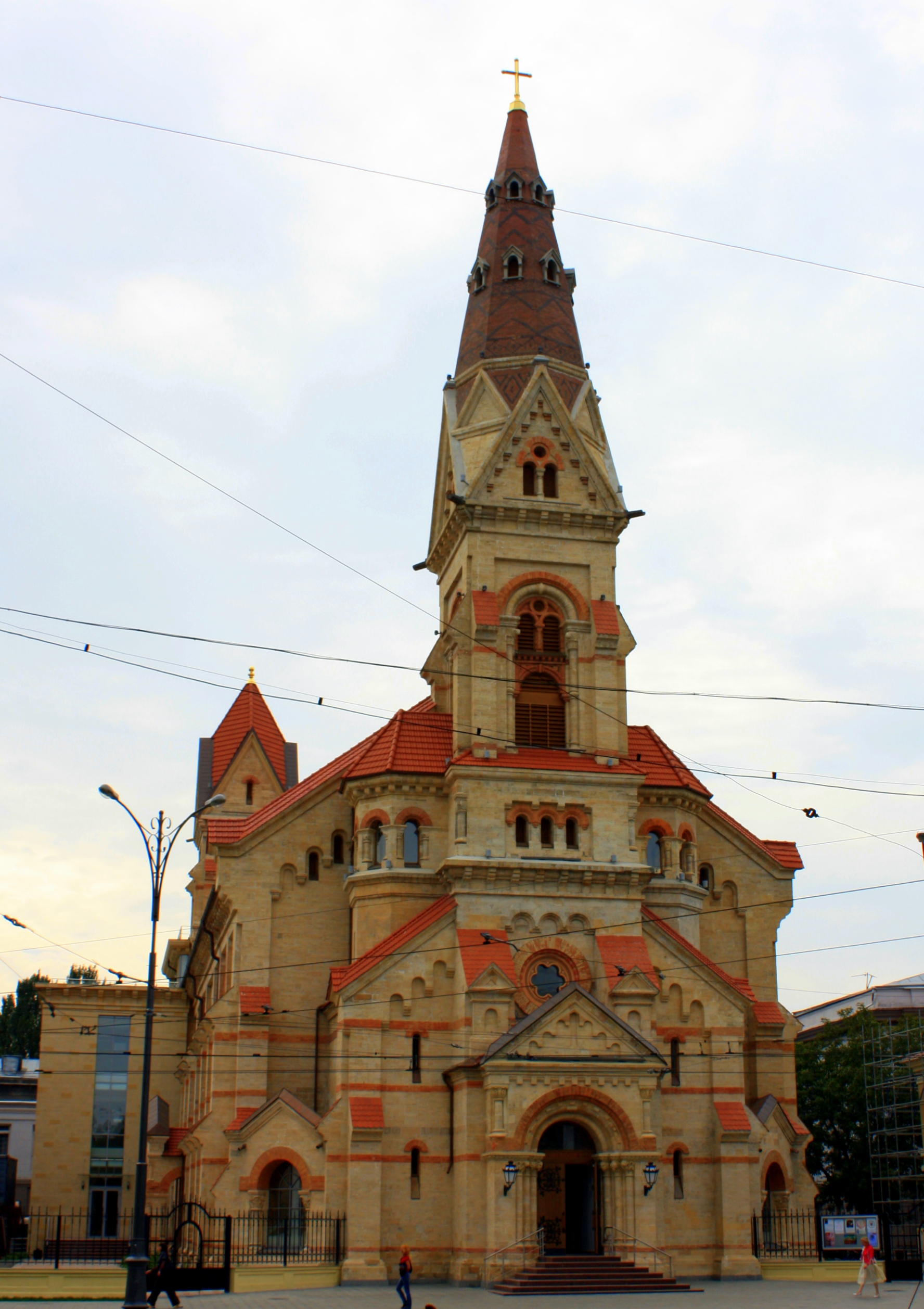
Biserica luterană (germană)
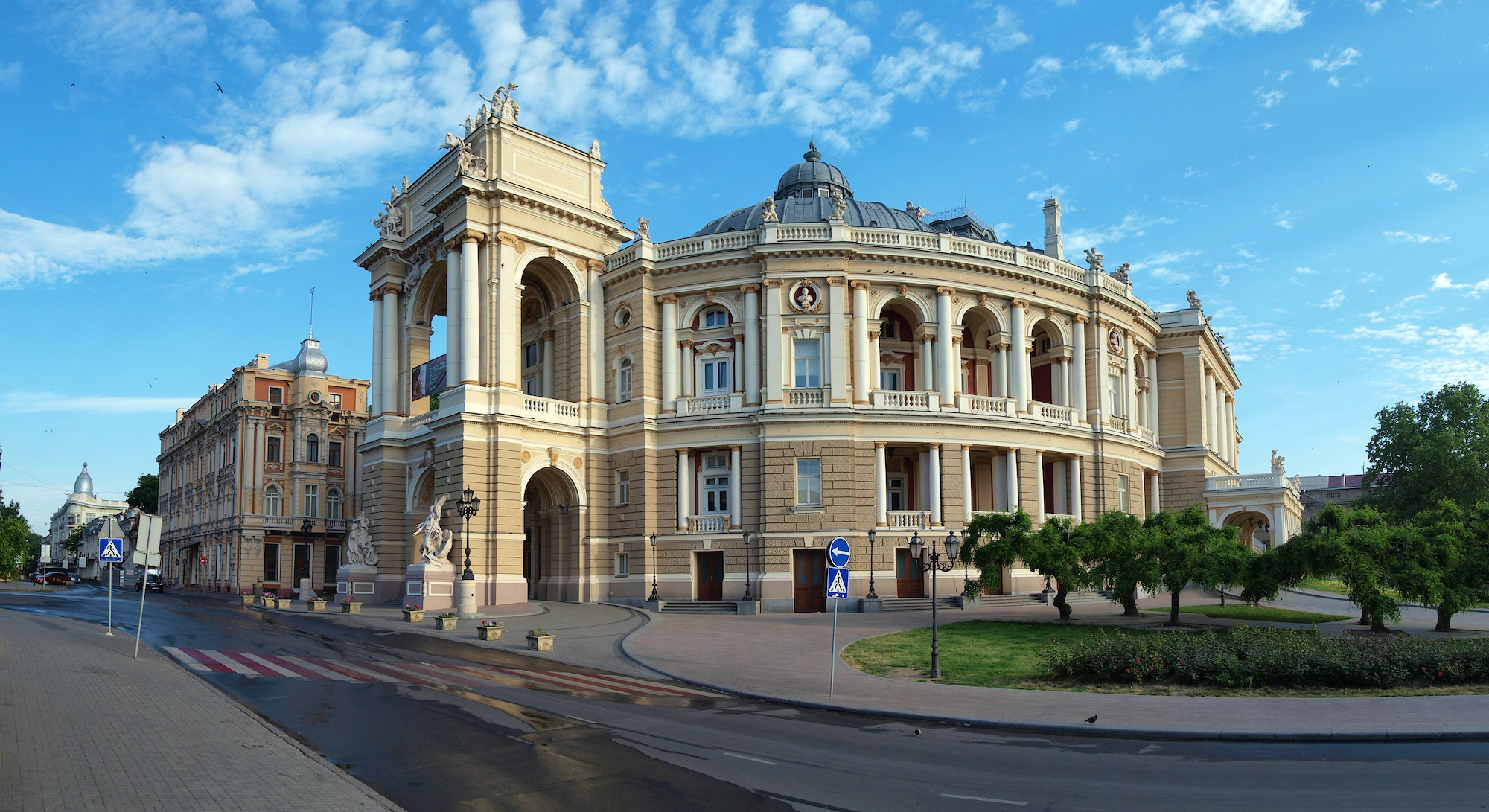
Sala de Operă din oraș
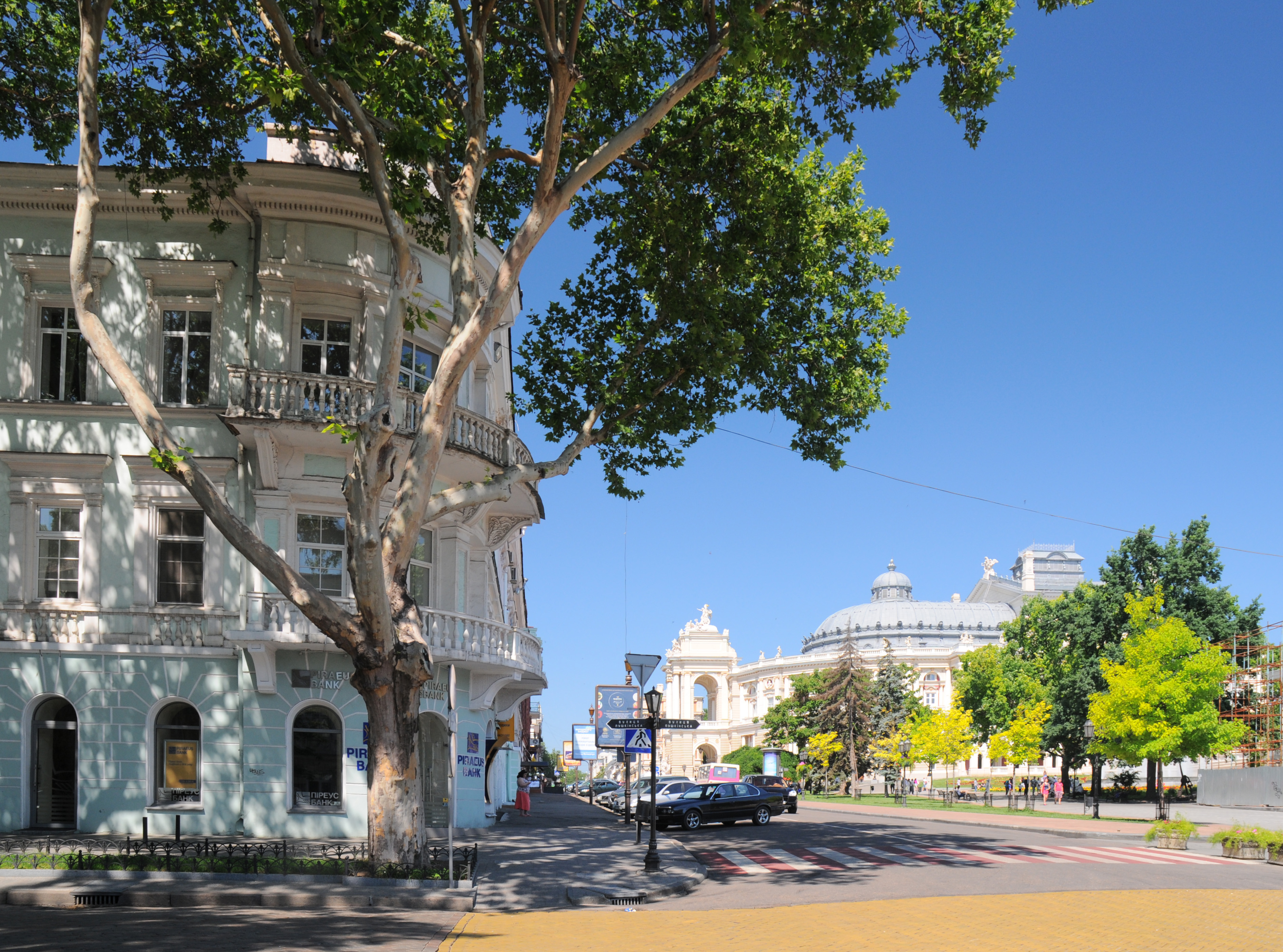
Una din străzile centrale
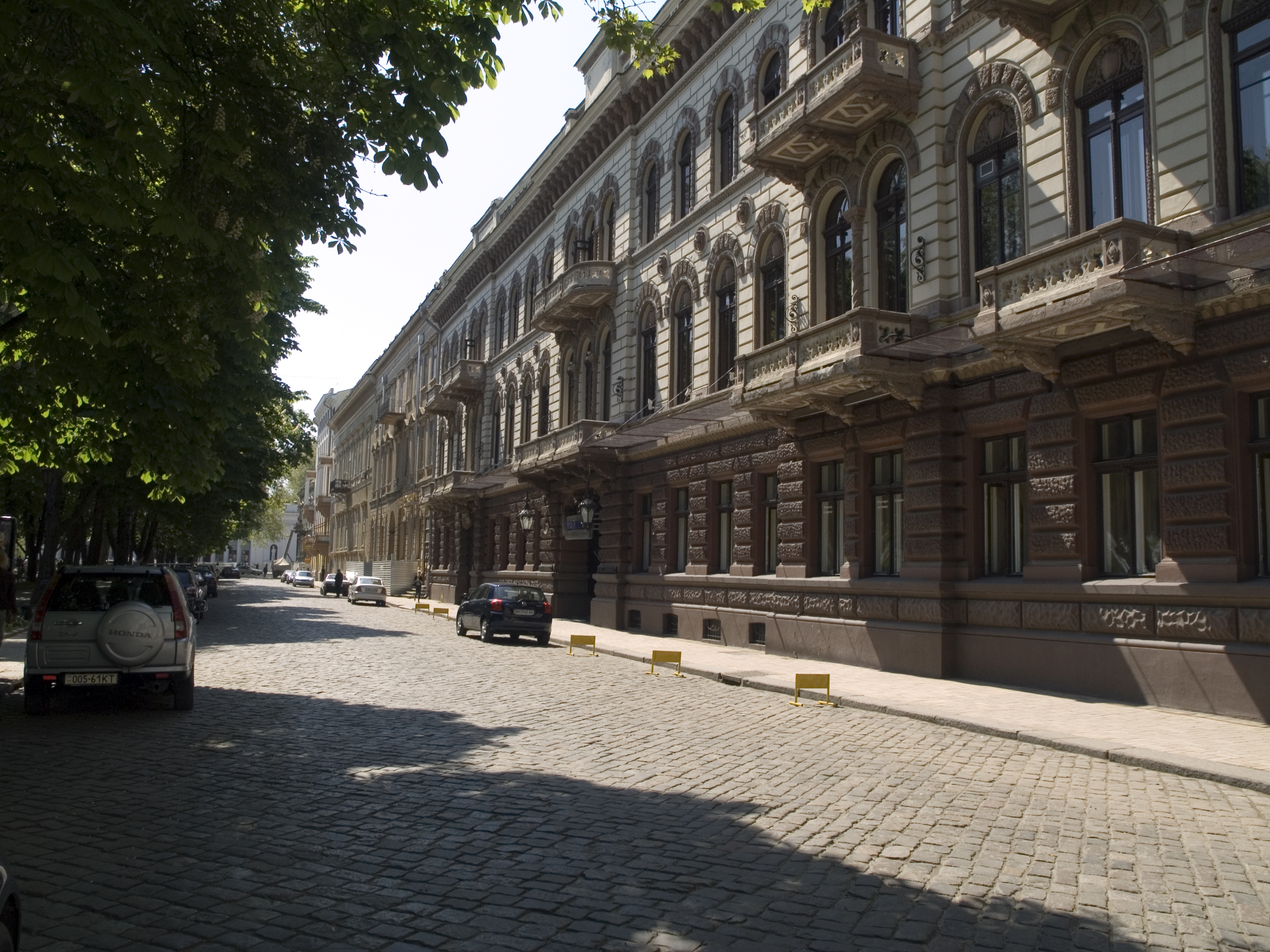
Stradă pavată
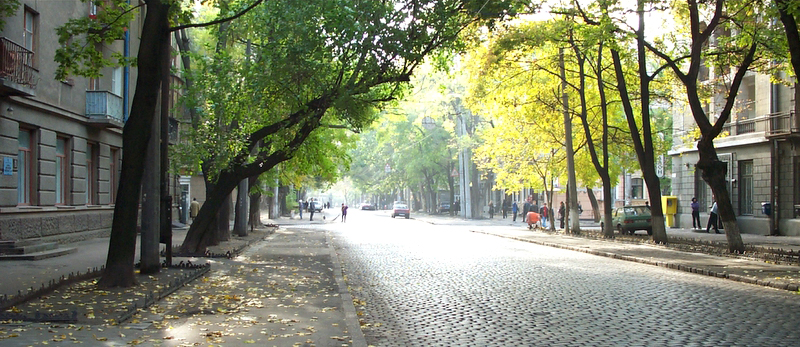
Străzile orașului, toamna
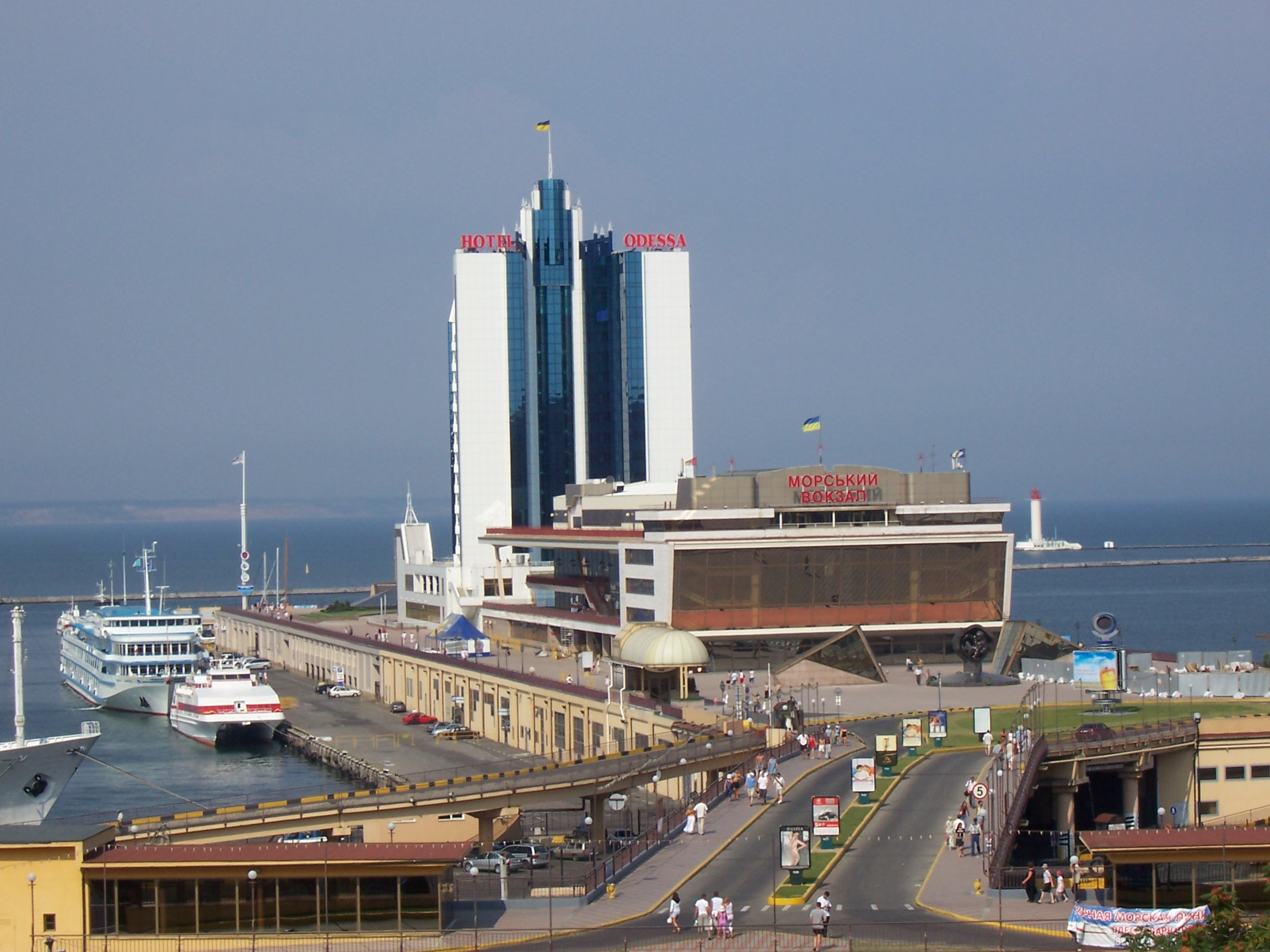
Hotelul „Odesa”
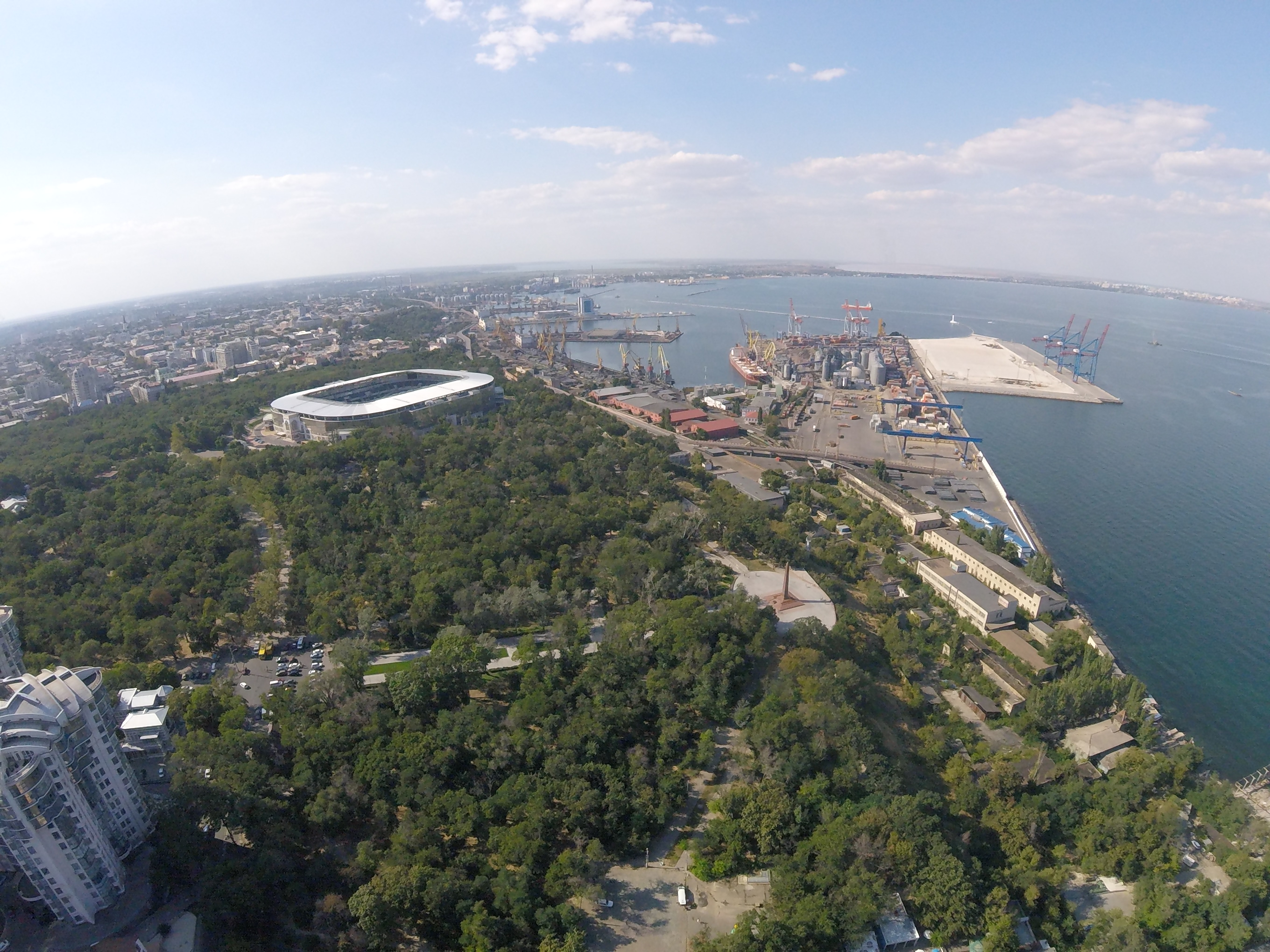
Portul
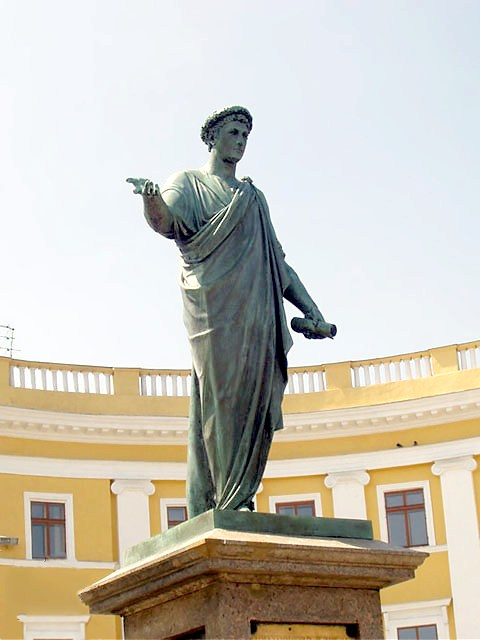
Statuia făcută de Ivan Martos de la Odesa, omagiindu-l pe Armand-Emmanuel, duce de Richelieu

## Personalități născute aici
- Serghei Bernstein (1880 - 1968), matematician;
- Andrei Vîșinski (1883-1954), jurist și diplomat rus și sovietic, membru al Partidului Comunist, Ministru al Afacerilor Externe al URSS;
- Anna Ahmatova (1889 - 1966), poetă;
- Vera Inber (1890 - 1972), scriitoare;
- Nikolai Afanasiev (1893 - 1966), teolog;
- Isaac Babel (1894 - 1940), jurnalist, scriitor;
- Mark Slonim (1894 - 1976), om politic, jurnalist;
- Ilia Ilf (1897 - 1937), scriitor;
- Rodion Malinovski (1898 - 1967), mareșal;
- Evgheni Petrovici Kataev (1902 - 1942), scriitor;
- George Gamow (1904 - 1968), fizician, astrofizician;
- Anton Ablov (1905-1978), specialist în chimie anorganică, membru titular al Academiei de Științe a Moldovei;
- Eufrosinia Kersnovskaia (1908 - 1994), femeie deținut politic, celebră pentru memoriile sale;
- Serghei Snegov (1910 - 1994), scriitor;
- Dan Petrașincu (1910-1997), antropolog, scriitor româno-italian;
- Aleksandr Marinesko (1913 - 1963), ofițer de marină;
- Natan Peled (1913-1992) - politician și diplomat israelian
- Sesto Pals (1913 - 2002), poet român;
- Margarita Aligher (1915 - 1992), poetă, jurnalistă;
- Vera Leșcenco (1923 - 2009), cântăreață;
- Mihail Podureț (1927 - 2009), fizician;
- Gheorghi Dobrovolski (1928 - 1971), cosmonaut;
- Vladimir Arnold (1937 - 2010), matematician;
- Serghei Andronati (1940 - 2022), chimist, membru de onoare al Academiei de Științe a Moldovei;
- Maria Guleghina (n. 1959), soprană;
- Igor Belanov (n. 1960), fotbalist;
- Igor Gankevich (1962 - 1990), muzician rock, fondator al trupei «Bastion» și co-fondator al Odessa Rock Club;[19]
- Vasile Ernu (n. 1971), scriitor;
- Tatiana Guțu (n. 1976), gimnastă;
- Marina Ovseannikova (n. 1978), prezentatoare de televiziune;
- Andrei Voronin (n. 1979), fotbalist;
- Andrii Iahodka (n. 1988), scrimer;
- Irina Glibko (1990 - 2024), handbalistă.